# Paolo Vallesi (album)
Paolo Vallesi, uscito nel 1991, è il titolo dell'album d'esordio del cantautore fiorentino Paolo Vallesi.

## Descrizione
L'album contiene la canzone Le persone inutili con cui Vallesi vinse la sezione Novità al Festival di Sanremo 1991.
Tra le altre canzoni, si segnalano Le amiche e  Piramidi di luna. La produzione è a cura di Dado Parisini;  quasi tutti i brani contenuti nell'album sono stati scritti dallo stesso Vallesi e da Beppe Dati (uno in collaborazione con G. Salvatori), ad eccezione dell'ultima canzone, Avevamo noi, che è stata composta da Raf. Gli arrangiamenti sono a cura di Dado Parisini e Vallesi.

## Tracce

### Lato A
Testi e musiche di Paolo Vallesi e Beppe Dati eccetto dove indicato.
1. La strada del cuore – 3:32
2. Piramidi di Luna – 4:32
3. Le persone inutili – 3:45
4. Quando perdi la donna che hai – 4:45
5. Il cielo di Firenze – 3:34

### Lato B
1. Le amiche – 4:15
2. La nave dei folli – 5:17
3. Lontano – 4:19 (Paolo Vallesi, Beppe Dati, Gianni Salvatori)
4. Avevamo noi – 5:35 (Raf)

## Formazione
- Paolo Vallesi – voce, tastiera, programmazione, pianoforte, batteria elettronica
- Riccardo Galardini – chitarra acustica
- Dado Parisini – batteria elettronica, cori, programmazione, tastiera
- Gianni Salvatori – chitarra elettrica
- Massimo Pacciani – batteria, percussioni
- Stefano Cantini – sassofono tenore, sax alto
- Giuseppe Dati, Danilo Bastoni, Cristina Montanari, Ermanna Bacciglieri – cori